# Світц-Сіті (Індіана)
Світц-Сіті (англ. Switz City) — місто (англ. town) в США, в окрузі Ґрін штату Індіана. Населення — 268 осіб (2020).

## Географія
Світц-Сіті розташований за координатами 39°2′6″ пн. ш. 87°3′12″ зх. д. / 39.03500° пн. ш. 87.05333° зх. д. (39.034924, -87.053398).  За даними Бюро перепису населення США в 2010 році місто мало площу 0,58 км², уся площа — суходіл.

## Демографія
Згідно з переписом 2010 року, у місті мешкали 293 особи в 123 домогосподарствах у складі 87 родин. Густота населення становила 502 особи/км².  Було 136 помешкань (233/км²).
Расовий склад населення:
| - 97,3 % — білих - 0,7 % — корінних американців - 0,7 % — чорних або афроамериканців - 0,3 % — азіатів |

До двох чи більше рас належало 0,3 %. Частка іспаномовних становила 2,0 % від усіх жителів.
За віковим діапазоном населення розподілялося таким чином: 26,6 % — особи молодші 18 років, 55,7 % — особи у віці 18—64 років, 17,7 % — особи у віці 65 років та старші. Медіана віку мешканця становила 37,9 року. На 100 осіб жіночої статі у місті припадало 99,3 чоловіків;  на 100 жінок у віці від 18 років та старших — 87,0 чоловіків також старших 18 років.
Середній дохід на одне домашнє господарство  становив 33 749 доларів США (медіана — 25 833), а середній дохід на одну сім'ю — 40 336 доларів (медіана — 36 250). За межею бідності перебувало 35,1 % осіб, у тому числі 56,4 % дітей у віці до 18 років та 0,0 % осіб у віці 65 років та старших.
Цивільне працевлаштоване населення становило 109 осіб. Основні галузі зайнятості: освіта, охорона здоров'я та соціальна допомога — 24,8 %, роздрібна торгівля — 19,3 %, транспорт — 11,9 %, публічна адміністрація — 11,0 %.